# Черницино (Костромская область)
Черницино — деревня в Лопарёвском сельском поселении Галичского района Костромской области России.

## География
Деревня расположена у речки Долгуша.

## История
Согласно Спискам населенных мест Российской империи в 1872 году деревня Черницыно относилась к 2 стану Галичского уезда Костромской губернии. В ней числилось 14 дворов, проживало 25 мужчин и 43 женщины.
Согласно переписи населения 1897 года в деревне Черницыно проживало 65 человек (32 мужчины и 33 женщины).
Согласно Списку населенных мест Костромской губернии в 1907 году деревня Черницыно относилась к Свиньинской волости Галичского уезда Костромской губернии. По сведениям волостного правления за 1907 год в ней числилось 13 крестьянских дворов и 88 жителей. Основным занятием жителей деревни, помимо земледелия, был малярный промысел.

## Население
Численность населения населённого пункта менялась по годам:
| Население по годам  |      |      |      |      |      |      |
| Год                 | 1877 | 1897 | 1907 | 2008 | 2012 | 2014 |
| Жителей             | 68   | 65   | 88   | 38   | 31   | 32   |
| Крестьянских дворов | 14   | —    | 13   | —    | —    | —    |